# Willy Schärer
Wilhelm „Willy” Schärer (ur. 20 września 1903 w Bernie, zm. 26 listopada 1982 tamże) – szwajcarski lekkoatleta średniodystansowiec, medalista olimpijski z Paryża w 1924.
Na igrzyskach olimpijskich w 1924 w Paryżu zdobył srebrny medal w biegu na 1500 metrów, przegrywając jedynie z Finem Paavo Nurmim. Ustanowił wówczas rekord Szwajcarii czasem 3:55,0, poprawiając własne osiągnięcie z tego roku o 6,8 sekundy. Wynik ten przetrwał jako rekord Szwajcarii do 1949.